# Juliane de Hesse-Philippsthal
Juliane de Hesse-Philippsthal (8 iunie 1761 – 9 noiembrie 1799), a fost contesă de Schaumburg-Lippe, căsătorită în 1780 cu contele Filip al II-lea, Conte de Schaumburg-Lippe. Ea a servit ca regentă de Schaumburg-Lippe în timpul minoratului fiului ei din 1787 până în 1799.

## Biografie
Juliane a fost fiica landgrafului Wilhelm de Hesse-Philippsthal (1726–1810) și a soției acestuia, Ulrike Eleonore de Hesse-Philippsthal-Barchfeld (1732–1795). Și-a petrecut tinerețea la 's-Hertogenbosch, unde tatăl ei a servit ca general german. Ea a primit o educație germană.
La 10 octombrie 1780, la Philippsthal, ea s-a căsătorit cu contele Filip Ernest de Schaumburg-Lippe. Filip Ernest, care avea 57 de ani, era văduv și din cei patru copii din prima căsătorie nu mai trăia niciunul. El a murit după șapte ani de la căsătoria cu Juliane. Contesa Juliane a preluat guvernarea împreună cu contele Johann Ludwig, Reichsgraf von Wallmoden-Gimborn în timpul minoratului fiului ei Georg Wilhelm. Imediat, landgraful Wilhelm de Hesse-Kassel a ocupat Schaumburg-Lippe militar, susținând că este un fief al Hesse și vacant după decesului lui Filip al II-lea. Cu sprijin de la Hanovra, Prusia și de la Consiliul Imperial, Juliane a scăpat rapid e trupele hessiane.
Guvernarea Julianei este considerată extrem de benefică. Ea a efectuat reforme aprofundate ale economiei și educației, a redus curtea, a continuat politica tolerantă față de evrei introdusă de socrul ei și a reușit să reducă impozitele. Ea l-a numit pe Bernhard Christoph Faust ca medicul ei personal și l-a ajutat în mod semnificativ odată cu introducerea inoculării variolei (o metodă de prevenire a variolei).
Juliane a inițiat reconstrucția castelului Hagenburg și este considerată fondatoarea spa-ului Bad Eilsen.
A murit în urma unei răceli grave și a fost înmormântată în mausoleul din pădurea Schaumburg. Contele von Wallmoden-Gimborn a continuat să acționeze ca regent pentru fiul ei care avea aproape 15 ani.

### Copii
- Contesa Eleonore Luise (1781-1783)
- Contesa Wilhelmine Charlotte (1783-1858)
- Contele Georg Wilhelm (1784-1860)
- Contesa Karoline Luise (1786-1846)

1. ↑  Czech National Authority Database, accesat în 29 ianuarie 2023
2. ↑  Czech National Authority Database, accesat în 8 februarie 2023